# Alikhan Cakaev
Alikhan Garmanovič Cakaev (in russo Алихан Гарманович Цакаев?, traslitterato anche come Tsakaev; Novogroznenskij, 27 maggio 1976) è un poliziotto russo di etnia cecena, capo del dipartimento regionale del ministero per le situazioni di emergenza della Federazione Russa per la Repubblica Cecena dal 2022.
Erroneamente, viene spesso indicato come ministro delle situazioni di emergenza della Cecenia quando questo dicastero non esiste.

## Biografia
Alikhan Cakaev è nato nel 1976 a Novogroznenskij, odierna Ojschara, nell'allora RSSA Ceceno-Inguscia.

### Carriera in polizia
Dal 2003 al 2006 ha prestato servizio in una compagnia di polizia sotto il ministero degli Affari interni della Repubblica cecena per la protezione delle strutture delle autorità statali.
Dal 2007 al 2019 è stato il comandante dell'unità speciale di polizia OMON della Cecenia (dal 2019 OMON "Akhmat-Groznyj"), venendo poi sostituito da Anzor Bisaev. Durante questa carica, nel luglio 2009 ha comandato un'operazione speciale per l'eliminazione di sei militanti nel villaggio ceceno di Gojty.
Nel 2010 si è laureato all'Istituto di diritto di Rostov del ministero degli affari interni russo.    
Nel dicembre 2014 è stato ferito durante una sparatoria con membri di gruppi armati illegali che hanno organizzato un attacco contro agenti delle forze dell'ordine a Groznyj.
Nel 2018 si è laureato all'Accademia di management del ministero degli affari interni. L'anno successivo, il capo della Cecenia Ramzan Kadyrov, ha nominato Cakaev capo del dipartimento di polizia della città di Argun.   
Dal febbraio 2020 è stato nominato vicecapo della direzione principale del ministero delle situazioni d'emergenza russo per la Cecenia per le operazioni antiterrorismo. Nel marzo 2022 Cakaev è stato nominato capo di dipartimento regionale del ministero per le situazioni d'emergenza russo per la Cecenia. Con la nomina è stato promosso a maggior generale di polizia.
Nel novembre 2023, ha partecipato a una missione per consegnare un carico di aiuti umanitari e per soccorrere i cittadini russi dalla zona di guerra nella Striscia di Gaza al checkpoint di Rafah.
Nell'aprile 2024 è stato arrestato al confine della Cecenia con il Daghestan da agenti daghestani. Cakaev avrebbe prima cercato di investire gli agenti per poi, dopo essere stato fermato, aggredirli. In detenzione avrebbe minacciato con violenze sessuali e morte il personale di polizia. Kadyrov ha descritto l'arresto come una "vergognosa provocazione".

## Vita privata
Cakaev è sposato e ha nove figli.